# Leandro Esquerdinha
Leandro Rodrigues Bernardes, más conocido como Esquerdinha, (Cuiabá, 18 de noviembre de 1985) es un exjugador brasileño, nacionalizado ruso, de fútbol sala. Jugaba como pivote en el FC Barcelona hasta su retirada en 2022.

## Biografía
Jugó en los clubes brasileños Goiás y Minas. Después se trasladó a España, donde jugó en el Futsal Cartagena, Segovia Futsal y ElPozo Murcia. Juega en el Dina Moscú a partir del año 2012. Al 16 de diciembre de 2014 ha jugado en el Dina 91 partidos, marcando 122 goles. Su partido cincuento tuvo lugar el 22 de marzo de 2014 en Troitsk. Fue un encuentro con el Nikel en el XXII Campeonato nacional de Rusia. Marcó su gol cincuento el 23 de noviembre de 2014 en Troitsk. Fue un encuentro con el Sibiryak en el XXII Campeonato nacional de Rusia.

## Palmarés
- Campeón de España, Copa de España y SuperCopa de España (2009/10);
- Campeón de Rusia de fútbol sala (2013/14).
- Campeón Copa del Rey (2017/2018).
- Campeón Copa de España (2018/2019)

### Distinciones individuales
- El máximo goleador del Campeonato de España (2007);
- El mejor jugador del Campeonato de España (2011);
- El máximo goleador del Campeonato de España regular (2012);
•	En tres temporadas Sergio marcó más de 100 goles en los Campeonatos de España (2010-2012);